# 舌骨牡蛎
，是砗磲牡蛎科舌骨牡蛎属的一種體型非常巨大的海洋双壳纲软体动物。如同其他雙殼綱物種，本物種亦是一種濾食性動物。

## 圖庫

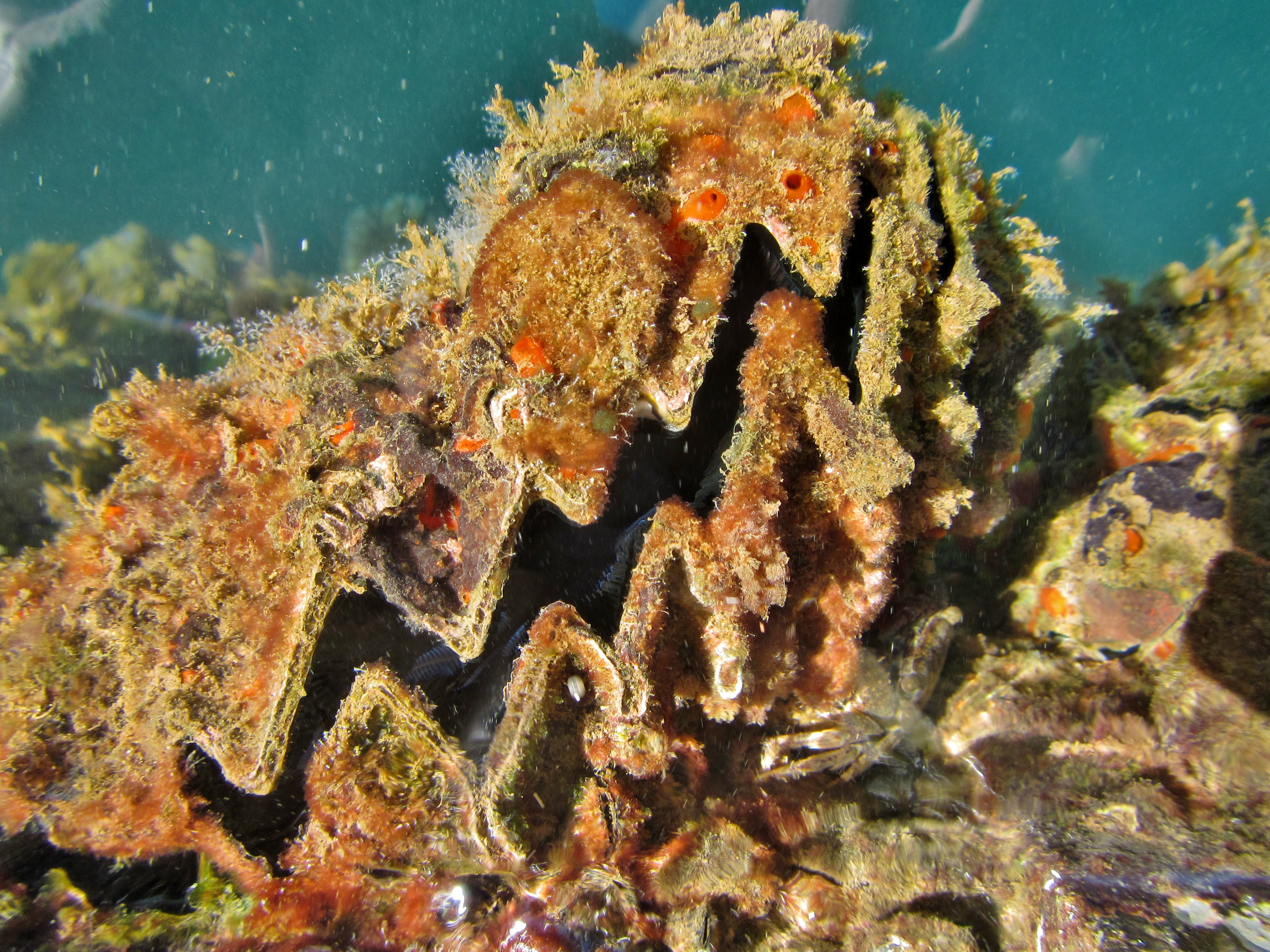
shallow in Mayotte
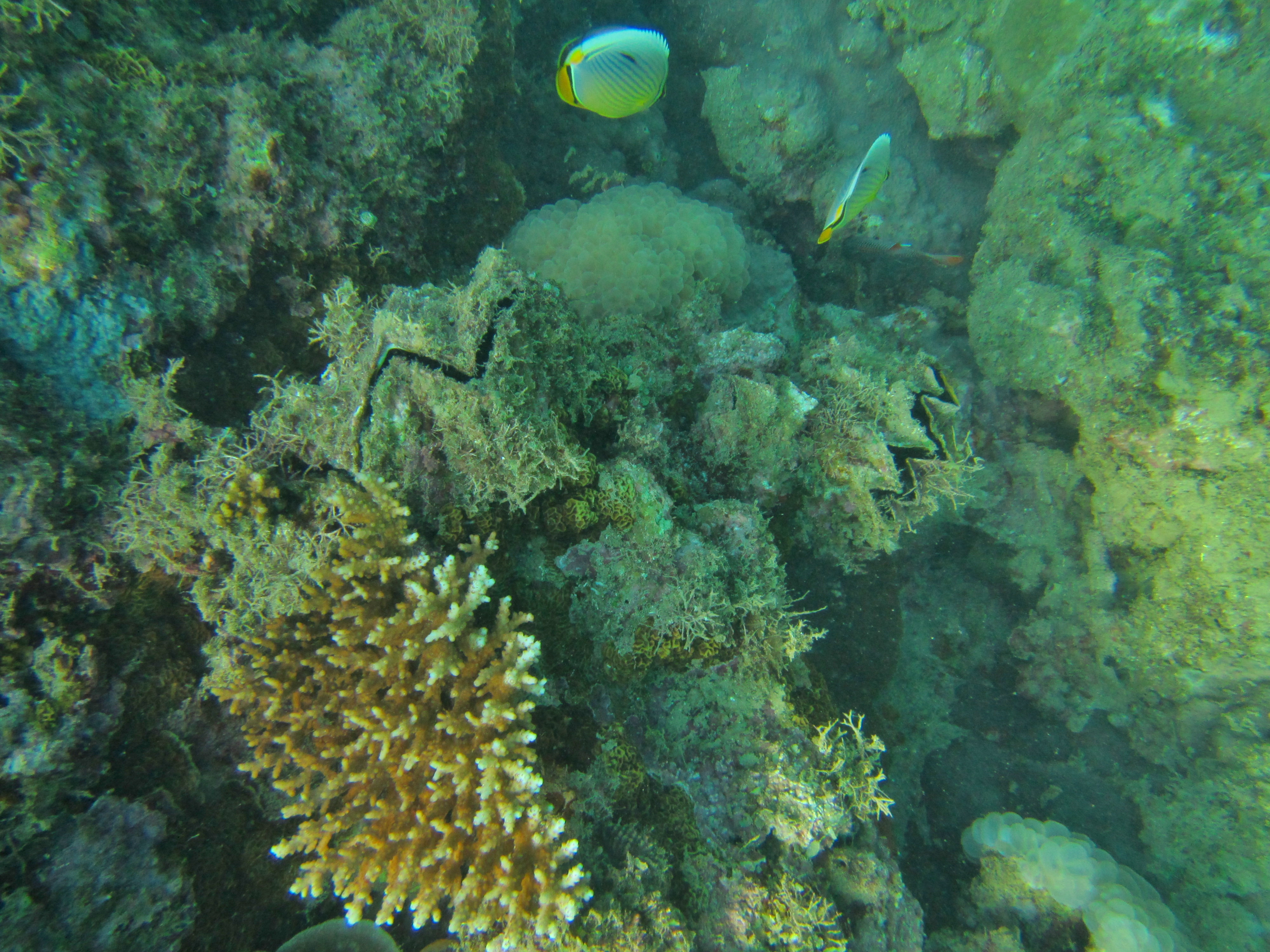
Deeper
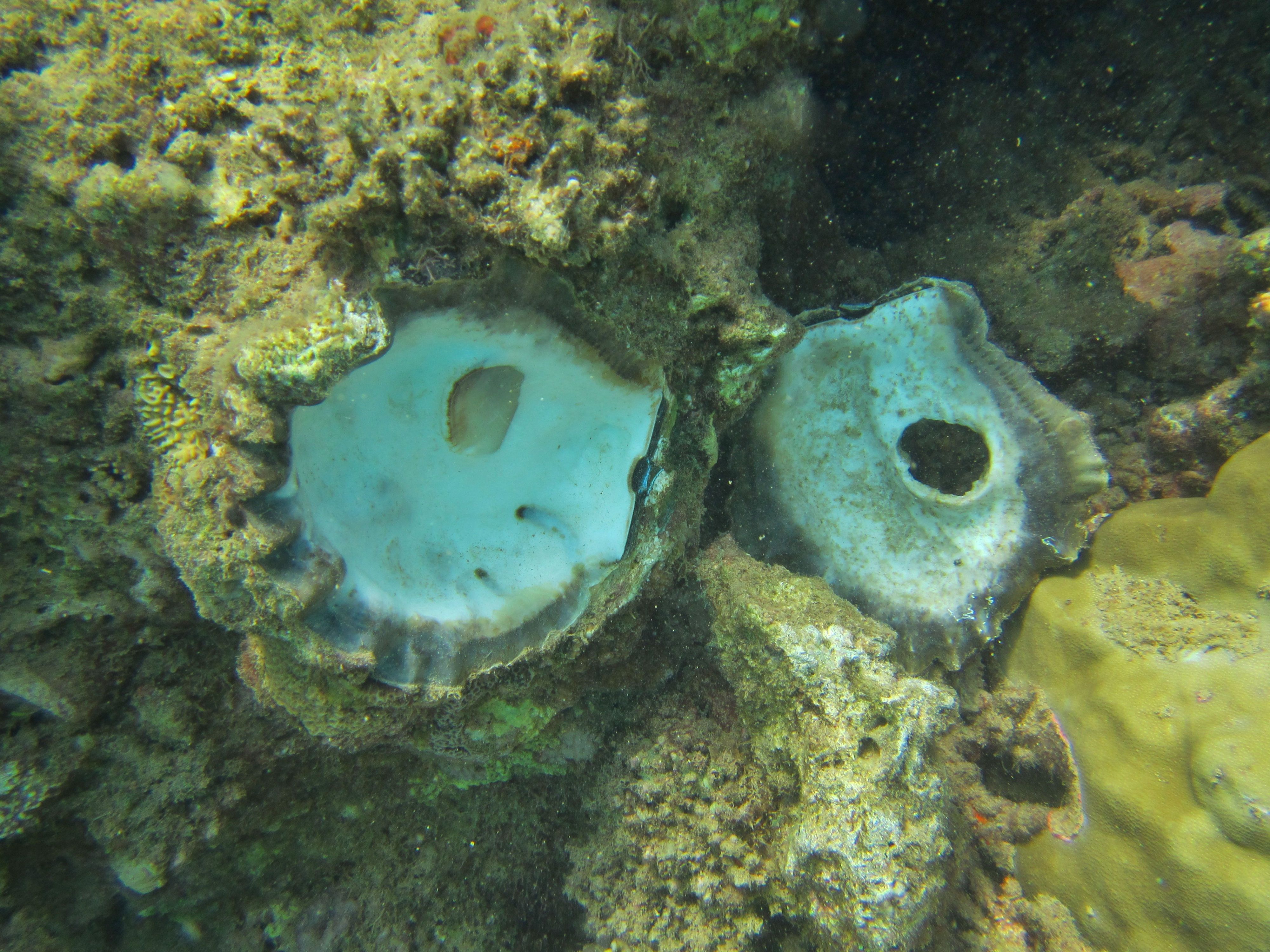
Recently dead specimen

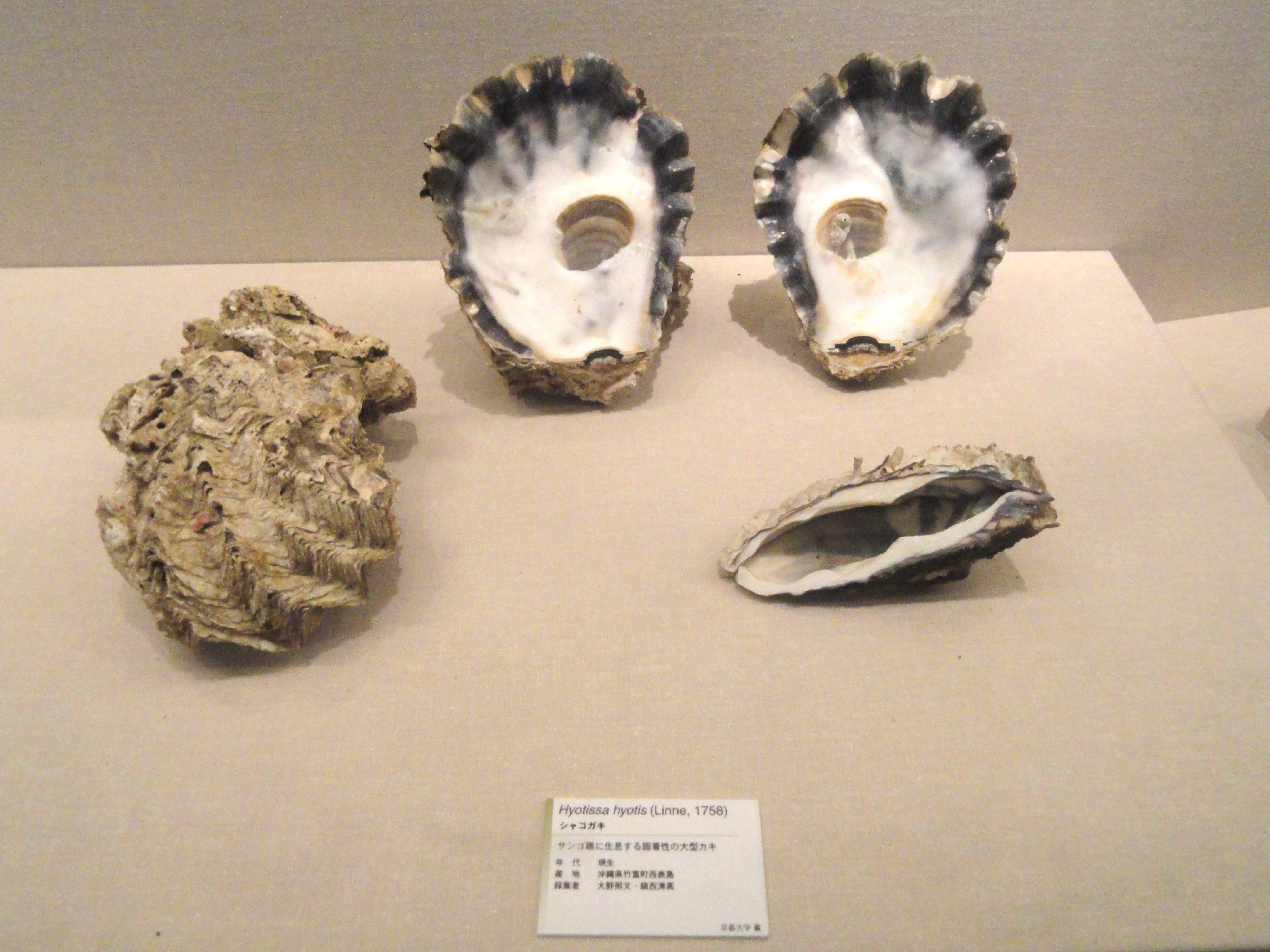
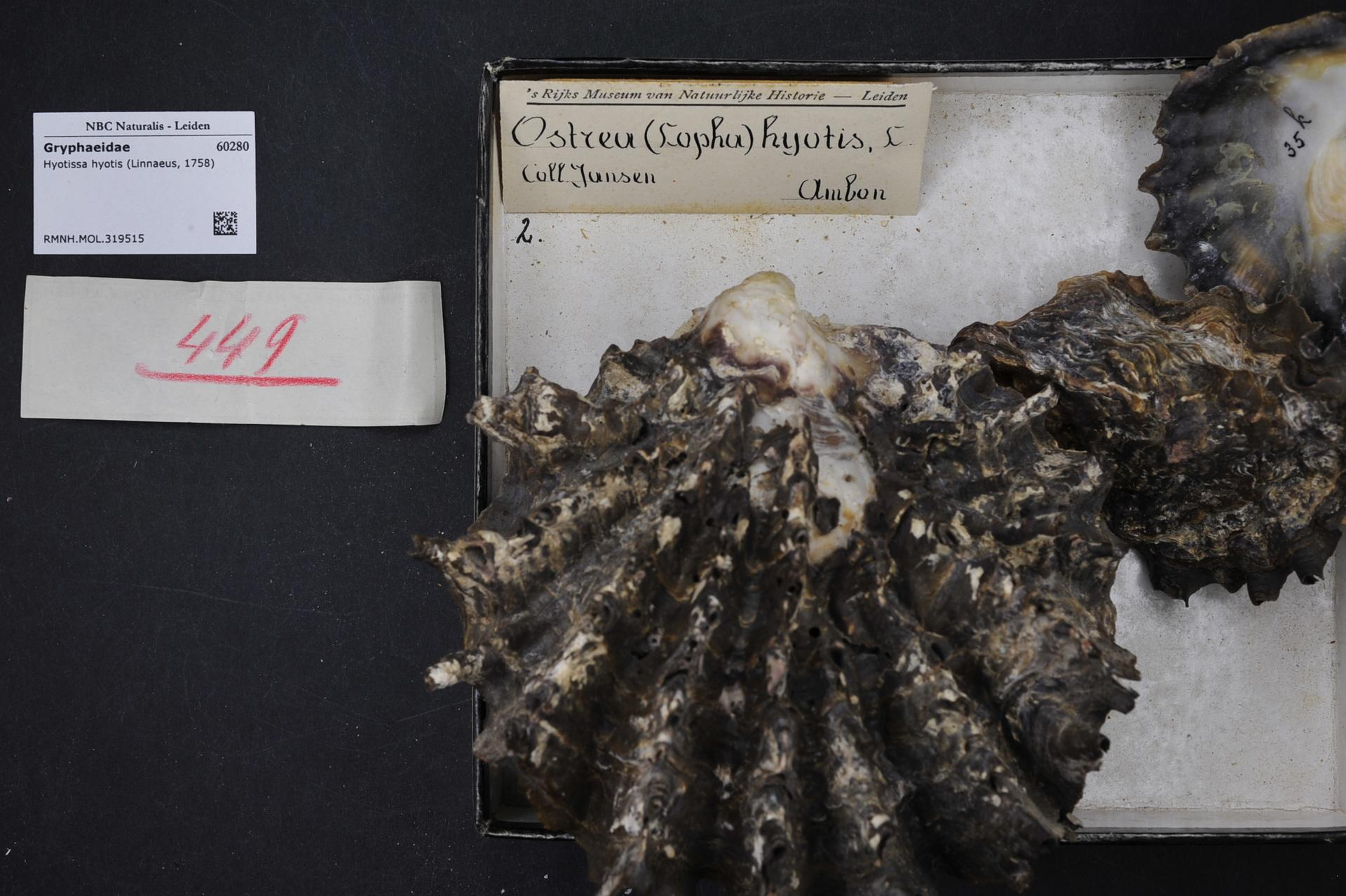
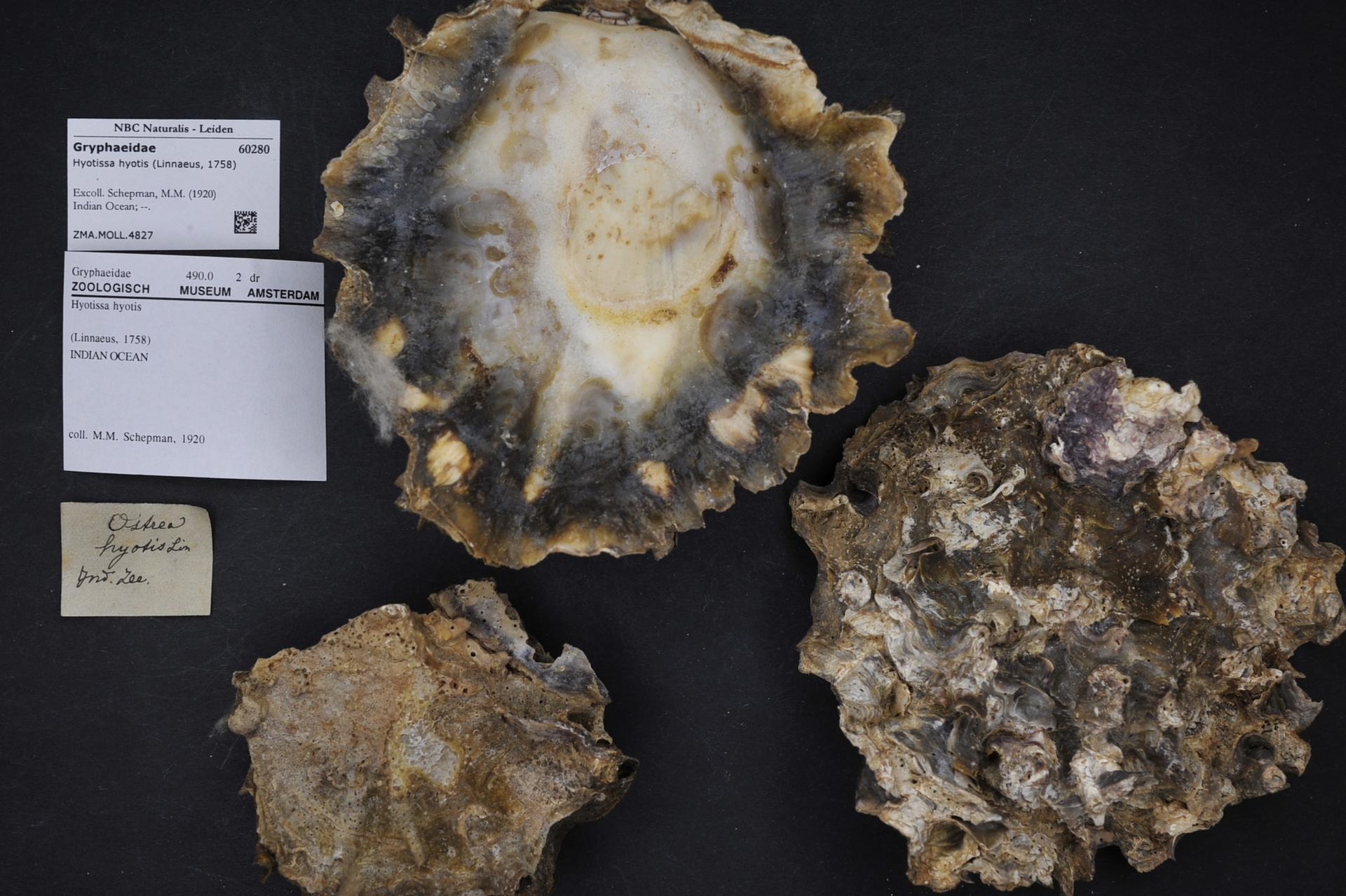

## 分佈與棲息地
本物種分佈於印度洋-太平洋海域較深水的海域，然而牠們亦意外被帶往北美洲的佛羅里達礁島群。